# 355 до н. е.

## Події
- пограбування дельфійської скарбниці фокейцями.

## Народились
- Кассандр Македонський — діадох, цар Македонії.
- Деметрій Фалерський — давньогрецький філософ, афінський державний діяч (близько 355 до н. е.).